# Józefów (Przybyszów)
Józefów – przysiółek wsi Przybyszów w Polsce, położony w województwie świętokrzyskim, w powiecie włoszczowskim, w gminie Moskorzew.
Wierni Kościoła rzymskokatolickiego należą do parafii Narodzenia Najświętszej Maryi Panny w Goleniowych.
W latach 1975–1998 przysiółek administracyjnie należała do województwa częstochowskiego.